# 笹木芳光
笹木 芳光（ささき よしみつ、嘉永3年〈1850年〉 ‐ 明治24年〈1891年〉）とは、明治時代の大阪の浮世絵師。

## 来歴
中井芳滝の門人でその弟。俗名は嘉造。川崎巨泉によれば芳滝は明治7、8年の頃、祖先の姓である笹木氏を名乗ることがあったが、その後笹木の名を弟の嘉造に譲ったという。作画期は明治6年（1873年）から明治13年（1880年）の頃にかけてとされ、中判の役者絵などを残している。享年42。

## 作品
- 「竹川、お六、おみつ、母貞昌、雷・市川右団治　猿廻し・片岡我童」　中判錦絵2枚続　※明治6年9月、大阪角の芝居『お染久松所作姿』より
- 「喜右衛門・実川八百蔵　佐倉宗五郎・市川右団治」　中判錦絵2枚続　ボストン美術館所蔵　※明治6年11月、角の芝居『東山桜荘子』より
- 「飛騨之守・嵐璃寛　河合又五郎・中村雀右衛門　荒木又右衛門・実川延若」　中判錦絵3枚続　池田文庫所蔵　※明治13年3月、大阪戎座芝居『柳生流伊賀水月』より
- 「八阪神社神輿洗ねり物錦画」　早稲田大学図書館蔵　※明治13年。祇園祭でかつて行われていた、夜の祇園を芸者たちが仮装して練り歩く「祇園ねりもの」の番附[2]。